# Tramea darwini
Tramea darwini is een echte libel uit de familie van de korenbouten (Libellulidae).
In het beoordelingsjaar 2016 stond de soort op de Rode Lijst van de IUCN als niet bedreigd (LC, Least Concern); de trend van de populatie is volgens de IUCN stabiel. De soort komt voor in grote delen van Zuid-Amerika en ook in de Verenigde Staten.
De wetenschappelijke naam van de soort werd in 1910 gepubliceerd door William Forsell Kirby.

## Synoniemen
- Tramea calverti Muttkowski, 1910